# Poá
Poá är en stad och kommun i Brasilien och ligger i delstaten São Paulo. Staden ingår i São Paulos storstadsområde och hade år 2010 cirka 104 000 invånare. Poá fick kommunrättigheter den 1 januari 1949, från att tidigare ha tillhört Mogi das Cruzes.

## Administrativ indelning
Kommunen var år 2010 indelad i två distrikt:
- Cidade Kemel
- Poá